# مدرسة الطب بجامعة ماساتشوستس
مدرسة الطب بجامعة ماساتشوستس (بالإنجليزية: University of Massachusetts Medical School)‏ هي إحدى الكليات لتدريس الطب في الولايات المتحدة الأمريكية. تقع في مدينة وورسستر في ولاية ماساتشوسيتس الأمريكية. وهي إحدى الجامعات الخمس المكونة لمنظومة جامعة ماساتشوستس.